# William Glass
Sir William Glass, nato William Glasgow (Kelso, 11 maggio 1786 – Tristan da Cunha, 1853), è stato un militare britannico. 
È considerato il fondatore della comunità di Tristan da Cunha (ci furono altre persone che vissero sull'isola prima di lui, ma nessuna di esse rimase permanentemente sull'isola).
William Glasgow nacque a Kelso (Scozia) l'11 maggio 1786, da ragazzo lavorò come servo presso il Duca di Roxburghe ed era un esperto stalliere. In seguito si arruolò nell'esercito britannico e quando divenne caporale nell'artiglieria Reale cambiò il cognome in Glass.
Venne mandato in Sudafrica, nel 1816 fece quindi parte di un corpo di spedizione (composto da 5 ufficiali e 36 soldati) che prese possesso dell'isola di Tristan da Cunha, con l'intento di proteggere gli interessi di Sua Maestà Britannica e la prigionia di Napoleone a Sant'Elena. Le truppe ritornarono in Sudafrica pochi mesi dopo, ma William Glass, insieme alla moglie sudafricana e ai suoi due bambini, decise di restare a Tristan da Cunha.
Con Glass e la sua famiglia rimasero sull'isola due muratori, tutti insieme fecero un accordo che dura ancora oggi tra i tristaniani che consisteva nel dividere in parti uguali le spese, il lavoro, i guadagni. L'accordo comprendeva anche l'assenza di proprietà privata e di persone che impartivano comandi agli altri. I muratori se ne andarono dopo pochi anni, ma quattro uomini arrivarono sull'isola e ci rimasero.
Glass convinse il duca di Glochester a cercare delle donne a Sant'Elena per i suoi compagni scapoli, nel 1827 la richiesta venne esaudita ed arrivarono sull'isola delle donne di colore che assicurarono la perpetuazione della comunità isolana.
In seguito William Glass, insieme agli altri isolani, ampliò l'accordo che fece con i muratori e decise che i soldi derivanti dalla vendita di aragoste sarebbero stati divisi egualmente tra gli isolani, venne anche stabilito che un eventuale disoccupato aveva il diritto-dovere di avere il prossimo lavoro disponibile, gettando le basi per la società egualitaria e solidaristica che caratterizza Tristan da Cunha.
Si racconta che William Glass fosse un uomo molto religioso e che, prima dell'arrivo del reverendo W.F. Taylor, fosse lui a celebrare le messe sull'isola. Si racconta che fosse un uomo giusto e onesto.
In totale ebbe 16 figli con la moglie sudafricana, 8 maschi e 8 femmine.
Morì di cancro nel 1853 all'età di 67 anni, venne sepolto nel cimitero di Tristan da Cuhna.